# Cerbești
Cerbești – wieś w Rumunii, w okręgu Kluż, w gminie Poieni. W 2011 roku liczyła 31 mieszkańców.